# Baffinův ostrov
Baffinův ostrov (anglicky Baffin Island, francouzsky Île de Baffin, inuktitutsky ᕿᑭᖅᑖᓗᒃ, Qikiqtaaluk) je největší z Kanadských arktických ostrovů spadajících pod teritorium Nunavut, nachází se na něm i hlavní město Nunavutu Iqaluit.
Má rozlohu 507 451 km² a je tak největším ostrovem Kanady a 5. největším ostrovem na světě. Geograficky je srovnatelný se Švédskem, které je o něco menší rozlohou a částečně leží v podobných zeměpisných šířkách.
Na Baffinově ostrově žije asi 11 000 obyvatel, převážně Eskymáků. Své současné jméno dostal na počest britského cestovatele a objevitele Williama Baffina. Známý byl však patrně již Vikingům, kteří ho nazývali Helluland.
Podle inuktitutského názvu ostrova Qikiqtaaluk se jmenuje i oblast Qikiqtaaluk, které ovšem kromě tohoto ostrova zahrnuje i další části provincie Nunavut.

## Geografie

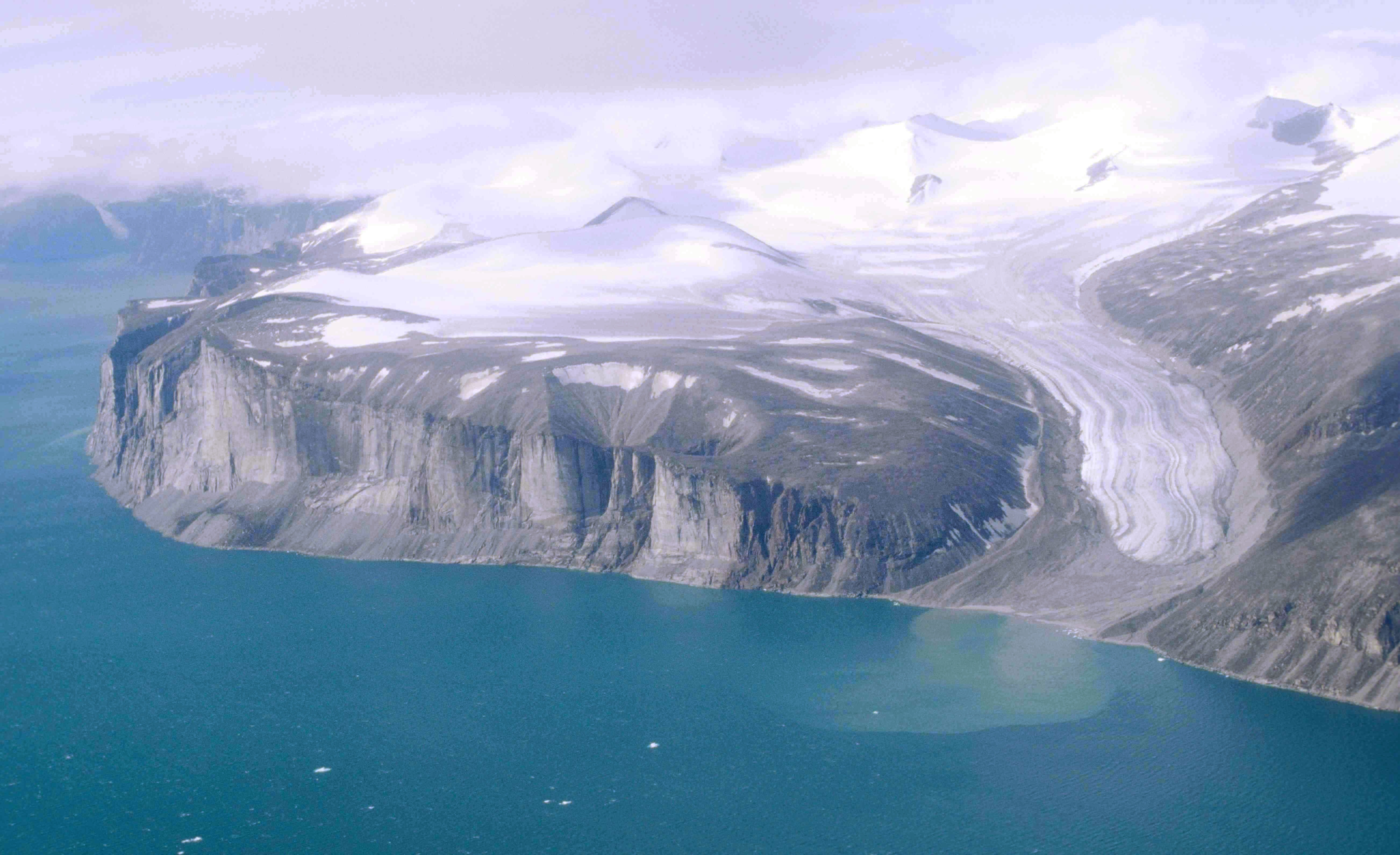
Pobřeží Baffinova ostrova

Na jižním pobřeží ostrova se nachází město Iqaluit, hlavní město celého teritoria Nunavut. Do roku 1987 neslo město název Frobisherova zátoka (Frobisher Bay), podle zátoky, ve které se nachází.
Na jihu ostrov omývá Hudsonův průliv, který jej odděluje od provincie Québec a poloostrova Labrador. Na východě je od Grónska dělí Davisův průliv a Baffinův záliv. Na jihozápadě se nachází Boothajský záliv. Na severu jej omývají vody Lancasterského průlivu za nímž leží ostrov Devon.
Ostrov je hornatý, nejvyšším vrcholem je podle některých pramenů Mount Blanche vysoký 2146 metrů, podle jiných je to Penny Ice Cap neboli Penny Highland (2591 m). Jedním z dalších vrcholů je Mount Asgard (2015 m), který se nachází v Auyuittuqském národním parku.
Vnitrozemí ostrova pokrývá horská severská pustina a ledovce, téměř všechna lidská sídla jsou umístěna na mořském pobřeží.

## Obyvatelstvo
V roce 2006 činil počet obyvatel Baffinova ostrova 10 745, tj. zhruba třetinu všech obyvatel teritoria Nunavut. Většina obyvatel ostrova je soustředěna v hlavním městě Iqaluit.

### Osady na Baffinově ostrově podle počtu obyvatel (2006)

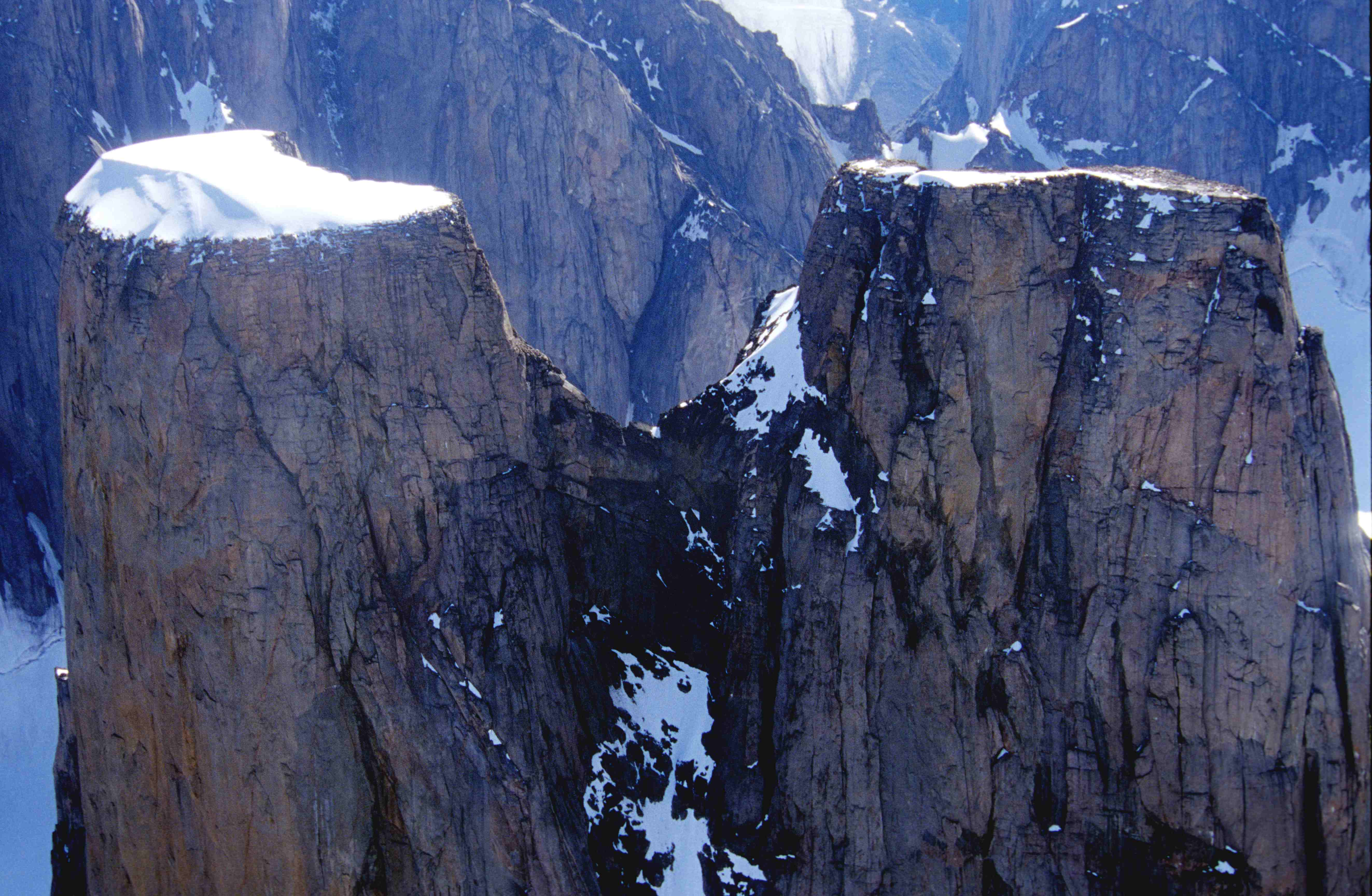
Mount Asgard

| Iqaluit     | 6184 |
| Pangnirtung | 1325 |
| Pond Inlet  | 1315 |
| Clyde River | 820  |
| Arctic Bay  | 690  |
| Kimmirut    | 411  |
| Nanisivik   | 0    |
| Mid Baffin  | ?    |

## Příroda

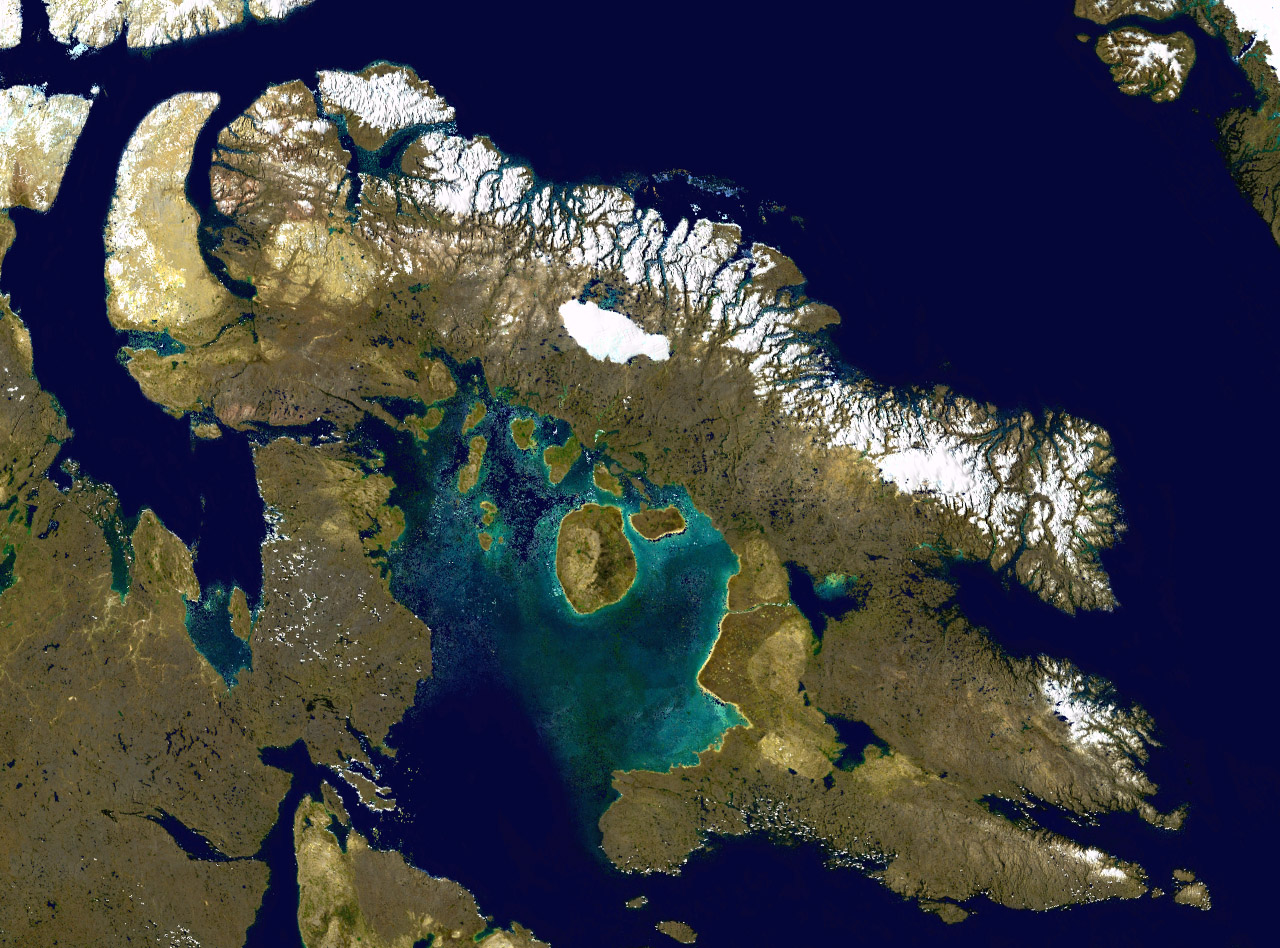
Satelitní snímek Baffinova ostrova

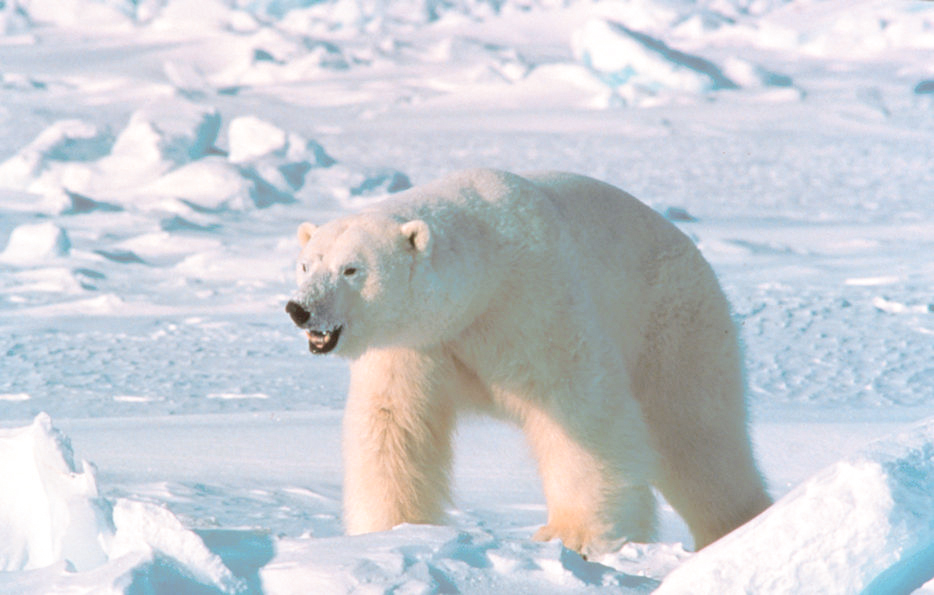
Lední medvěd

Ze zvířat se na ostrově vyskytuji sobi, medvěd lední, liška polární, zajíc polární, lumík, vlk polární.
Sobi se vyskytují na celém ostrově a to v závislosti na ročním období. V zimě táhnou na jih a v létě se opět vracejí na sever.
Lední medvědy můžeme najít všude kolem pobřeží, kde žije hlavní zdroj jejich potravy - tuleň. Lední medvědi mají jedno až tři mláďata většinou v březnu. Medvědice dokáže cestovat 10-20 kilometrů do vnitrozemí, kde si vyhrabe brloh pro přezimování a pozdější porod.